# Halalabad Blues
Halalabad Blues er en dansk film fra 2002 instrueret af Helle Ryslinge efter manuskript af Helle Ryslinge, Sven Wanda Omann.

## Handling
Den selvstændige singlepige Kari er professionel reklamefotograf og bosat i København. Men den tilsyneladende indbringende karriere og det uforpligtende liv med vennerne er ikke nok. Inderst inde brænder hun for at lave en fotobog med portrætbilleder af byens indvandrere. På den måde møder hun Cengiz, en ung tiltrækkende mand med tyrkiske aner. Snart mister Kari alle forbehold og indleder et forhold med tyrkeren.

## Medvirkende
Blandt de medvirkende kan nævnes:
- Anne-Grethe Bjarup Riis
- Charlotte Munksgaard
- Ali Kazim
- Helle Ryslinge
- Lene Maria Christensen
- Christian Mosbæk
- Özlem Saglanmak
- Jeppe Sieling
- Jesper Bertelsen